# Tapogliano
Tapogliano is een voormalige gemeente in de Italiaanse provincie Udine (regio Friuli-Venezia Giulia) en telt 452 inwoners (31-12-2004). De oppervlakte bedraagt 5,0 km², de bevolkingsdichtheid is 90 inwoners per km². Tapogliano en de naburige gemeente Campolongo al Torre werden op 1 januari 2009 samengevoegd tot de nieuwe fusiegemeente Campolongo Tapogliano.

## Demografie
Tapogliano telde in 2001 ongeveer 178 huishoudens. Het aantal inwoners daalde in de periode 1991-2001 met 2,1% volgens cijfers uit de tienjaarlijkse volkstellingen van ISTAT.
| Jaar | Inwoneraantal |
| ---- | ------------- |
| 1991 | 466           |
| 2001 | 456           |

## Geografie
De plaats Tapogliano grenst aan de volgende gemeenten: Romans d'Isonzo (GO), San Vito al Torre, Villesse (GO).